# Fartoft Sogn
Fartoft Sogn (på tysk Kirchspiel Fahretoft) er et sogn i det nordvestlige Sydslesvig, tidligere i Bøking Herred (Tønder Amt), nu Dagebøl Kommune (uden Vajgaard) i Nordfrislands Kreds i delstaten Slesvig-Holsten. 
I Fartoft Sogn findes flg. stednavne:
- Bonsværft (eller Bonsværre, Bahnsenswarft)
- Brodersværft eller Brodersværre, Broderswarft)
- Fartoft (tidligere også Faretoft eller Foretoft, Fahretoft)
- Gabrielsværft (Gabrielswarft)
- Jakobsværft (eller Jakobsværre, delt i Vester og Øster Jakobsværft, Jakobswarft)
- Lillejensværft (eller Lillejensværre, Lütt Jenswarft)
- Richardsværft (eller Richardsværre, Richardswarft)
- Tydensværft (eller Tydensværre, Tudenswarft)